# شاپکو
شاپکو (به پرتغالی: Chapecó) یک منطقهٔ مسکونی در برزیل است که در سانتا کاتارینا واقع شده‌است. شاپکو ۶۲۴٫۳۰۸ کیلومتر مربع مساحت و ۲۱۶٬۶۵۴ نفر جمعیت دارد و ۶۷۴ متر بالاتر از سطح دریا واقع شده‌است.